# مارك غال
مارك غال (بالإنجليزية: Mark Gall)‏ هو لاعب كرة قدم بريطاني، ولد في 14 مايو 1963 في بريكستون في المملكة المتحدة. لعب مع برايتون أند هوف ألبيون.